# Elrio van Heerden
Elrio van Heerden (Port Elizabeth, 11 juli 1983) is een voormalig Zuid-Afrikaanse voetballer, die onder andere voor FC Kopenhagen, Club Brugge en Blackburn Rovers speelde. In 2019 beëindigde hij zijn carrière bij PE Stars.
Van Heerden groeide op in Port Elizabeth, waar hij werd opgemerkt door het Deense FC Kopenhagen, die er een voetbalschool bezitten. In 2002 vertrok hij naar Denemarken. Zijn profdebuut maakte hij in 2004 tegen AaB. In deze wedstrijd schreef hij meteen geschiedenis, door net voor het eindsignaal de gelijkmaker te maken. Dankzij dit doelpunt kon Kopenhagen op de volgende speeldag de titel verzekeren.
In januari 2006 vertrok de Zuid-Afrikaan naar de Belgische topper Club Brugge, waar hij zich snel opwerkte tot publiekslieveling, ook al speelde hij door veelvuldige blessures niet veel mee.
Van Heerden is ook actief als Zuid-Afrikaans international. Hij debuteerde op 5 juni 2004 voor de Bafana bafana in een wedstrijd tegen Kaapverdië. Hij was hiermee de eerste Zuid-Afrikaan die een interland speelde zonder dat hij ooit een volledige wedstrijd speelde met een A-ploeg. Sindsdien verzamelde hij 23 interlands, waarin hij eenmaal scoorde (laatste wedstrijd: Zuid-Afrika - Mozambique op 13 januari 2008). Hij maakte ook deel uit van de Zuid-Afrikaanse selectie voor de African Cup of Nations 2006 en 2008.
Ondanks protest van de supporters van Club Brugge (oa. door een petitie) werd zijn aflopende contract niet verlengd en op 2 juni 2009 raakte bekend dat Elrio naar Engeland vertrok om er aan de slag te gaan bij Blackburn Rovers. In de winter vertrok hij opnieuw en belandde de vinnige middenvelder bij het Turkse Sivasspor. In juli 2010 keerde hij terug naar België en tekende hij een contract bij KVC Westerlo. Na een jaar bij Westerlo te hebben gevoetbald trok hij terug naar zijn geboorteland waar hij tekende bij Golden Arrows.

## Clubstatistieken
| seizoen | club             | land        | competitie              | duels | goals |
| ------- | ---------------- | ----------- | ----------------------- | ----- | ----- |
| 2003/04 | FC Kopenhagen    | Denemarken  | SAS Ligaen              | 1     | 1     |
| 2004/05 | FC Kopenhagen    | Denemarken  | SAS Ligaen              | 7     | 1     |
| 2005/06 | FC Kopenhagen    | Denemarken  | SAS Ligaen              | 18    | 4     |
| 2005/06 | Club Brugge      | België      | Jupiler League          | 10    | 0     |
| 2006/07 | Club Brugge      | België      | Jupiler League          | 22    | 10    |
| 2006/07 | Club Brugge      | België      | Belgische beker         | 6     | 1     |
| 2006/07 | Club Brugge      | België      | Uefa Cup                | 6     | 1     |
| 2007/08 | Club Brugge      | België      | Jupiler League          | 8     | 2     |
| 2007/08 | Club Brugge      | België      | Belgian Cup             | 1     | 1     |
| 2007/08 | Club Brugge      | België      | Uefa Cup                | 0     | 0     |
| 2008/09 | Club Brugge      | België      | Jupiler Pro League      | 16    | 8     |
| 2008/09 | Club Brugge      | België      | Belgian Cup             | 1     | 0     |
| 2008/09 | Club Brugge      | België      | Uefa Cup                | 1     | 0     |
| 2009/10 | Blackburn Rovers | Engeland    | Barclays Premier League | 0     | 0     |
| 2009/10 | Sivasspor        | Turkije     | Süper Lig               | 6     | 1     |
| 2010/11 | KVC Westerlo     | België      | Jupiler Pro League      | 20    | 5     |
| 2011/12 | Golden Arrows    | Zuid-Afrika | Premier Soccer League   | 1     | 0     |
| Totaal  | Totaal           | Totaal      | Totaal                  | 124   | 35    |